# 小行星5438
小行星5438（英語：5438 Lorre）是一颗围绕太阳公转的小行星。1990年8月18日，埃莉諾·赫琳在帕洛马山发现了此天体。
这颗小行星的绝对星等为238.5132978836882等。